# NGC 3514
NGC 3514 é uma galáxia espiral barrada (SBc) localizada na direcção da constelação de Crater. Possui uma declinação de -18° 46' 50" e uma ascensão recta de 11 horas, 03 minutos e 59,9 segundos.
A galáxia NGC 3514 foi descoberta em 22 de Março de 1835 por John Herschel.